# مسابقات اروپا
مسابقات اروپا ممکن است به یکی از موارد زیر اشارده داشته باشد:

## فهرست
سوارکاری
- مسابقات قهرمانی درساژ اروپا

دو و میدانی
- مسابقات قهرمانی دو و میدانی اروپا

بسکتبال
- فیبا یوروبسکت

فوتبال
- جام ملت‌های اروپا
- مسابقات فوتبال زنان اروپا

ژیمناستیک
- مسابقات ژیمناستیک هنری مردان اروپا
- مسابقات ژیمناستیک هنری زنان اروپا

هندبال
- قهرمانی هندبال مردان اروپا

شنا
- مسابقات ورزش‌های آبی اروپا
- مسابقات شنا مسافت کوتاه اروپا

والیبال و والیبال ساحلی
- والیبال قهرمانی اروپا
- European Beach Volleyball Championships

وزنه‌برداری
- مسابقات قهرمانی وزنه‌برداری اروپا

کشتی
- مسابقات قهرمانی کشتی اروپا